# Стара Федоровка
Стара Фе́доровка (рос. Старая Фёдоровка, ерз. Старая Федоровка) — село у складі Старошайговського району Мордовії, Росія. Адміністративний центр Старофедоровського сільського поселення.
Населення — 394 особи (2010; 498 у 2002).
Національний склад (станом на 2002 рік):
- росіяни — 98 %